# Hydroptila helicina
Hydroptila helicina is een schietmot uit de familie Hydroptilidae. De soort komt voor in het Neotropisch gebied.